# Caenohalictus riveti
Caenohalictus riveti är en biart som först beskrevs av Joseph Vachal 1904.  Caenohalictus riveti ingår i släktet Caenohalictus och familjen vägbin. Inga underarter finns listade.